# قلعة تسمة (زرين دشت)
قلعة تسمة (بالفارسية: قلعه تسمه) هي قرية تقع في إيران في قسم زرين دشت الريفي. يقدر عدد سكانها بـ 1,021 نسمة .